# The Last Bandit
The Last Bandit è un film del 1949 diretto da Joseph Kane.
È un western statunitense ambientato nel Missouri con Bill Elliott, Lorna Gray, Forrest Tucker, Andy Devine e Jack Holt.

## Produzione
Il film, diretto da Joseph Kane su una sceneggiatura di Thames Williamson e un soggetto di Luci Ward e Jack Natteford, fu prodotto dallo stesso Kane, come produttore associato, per la Republic Pictures e girato in California, dall'agosto al settembre 1948. Il titolo di lavorazione fu The Missourians. Il brano della colonna sonora Love Is Such a Funny Thing fu composto da Jack Elliott.

## Distribuzione
Il film fu distribuito negli Stati Uniti dal 25 febbraio 1949 al cinema dalla Republic Pictures.
Altre distribuzioni:
- in Finlandia il 23 settembre 1949 (Rosvoista viimeinen)
- in Danimarca il 22 febbraio 1952 (Det store togoverfald)
- in Turchia nel dicembre del 1953 (Son Haydut)
- in Germania Ovest il 6 settembre 1960 (Überfall auf Expreß 44)
- in Svezia il 5 giugno 1967 (Sista kulan dödar)
- negli Stati Uniti il 5 settembre 2009 (Cinecon Film Festival)
- in Brasile (O Último Bandoleiro)
- in Brasile (Terra de Bandidos)

## Promozione
Le tagline sono:
- 'THERE'S GOLD ON THAT TRAIN... and we're going to get it!"
- FRANK PLUMMER, a legend in the West, leader of the Missouri outlaws - KATE FOLEY, She threw away a lifetime of desire in one reckless hour - JIM PLUMMER, charming, daring, ready to kiss -ready to kill!
- THE PLUMMER BROTHERS' MOST DARING HOLD-UP!
- They chased the rumor of gold 'cross half a continent... men who knew only how to rob and kill... and their women who lived only for love!
- A CARLOAD OF GOLD... and the men who vowed to steal it!